# ハートフィールド (イースト・サセックス)
ハートフィールド (Hartfield) は、イングランドのイースト・サセックス州ウィールデンにある村、行政パリッシュ。行政パリッシュとしては、近傍のコールマンズ・ハッチ (Colemans Hatch)、ハマーウッド (Hammerwood)、ホルティエ (Holtye) の集落を含み、これらすべてはアッシュダウンの森の北縁に位置している。

## 地理
中心集落であるハートフィールドは、グルームブリッジとフォレスト・ロウをつなぐB2110とイーデンブリッジとマレスフィールドをつなぐB2026が交わる地点であるロイヤル・タンブリッジ・ウェルズから、7マイル（11.2km）南西に位置している。

## 統治
ハートフィールド・パリッシュ・カウンシル (Hartfield Parish Council)は、13名の議員から構成されており、この行政区の、2011年国勢調査時点の人口は 2,639人であった。

## パリッシュ内の集落
このパリッシュの中では、ハートフィールドが中心集落となっている。教会は、聖母マリア (St Mary the Virgin) に捧げられたものとなっている。パブは、Anchor Inn、Gallipot Inn、Haywagon Inn の3軒があった。集落内の街路は狭く、駐車できる余地はほとんどなく、Anchor と Haywagon は、顧客専用の駐車場をもっていた。ただし、2015年に Haywagon は閉店し、跡地は住宅用地とすることが計画された。
作家サマセット・モームの兄で、枢密院議員、勅選弁護士であった初代モーム子爵フレデリック・モームは、弁護士、判事を経て1938年3月から1939年9月まで大法官を務めた人物であるが、その息子で著作家のロビン・モームとともに、当地の教会の敷地内に埋葬された。
ハートフィールドのコッチフォード・ファームは、「クマのプーさん」シリーズなどで知られるA・A・ミルン（1882年 – 1956年）がかつて自宅としていた農場で、多くの作品の舞台にもなった場所である。後にはローリング・ストーンズのギタリストで創設メンバーだったブライアン・ジョーンズがこの農場を買ったが、彼は1969年に自宅プールで溺死していた状態で発見された村にはありとあらゆる「プーさん」グッズを扱っている商店が1軒ある。
ヘンリー8世は、アッシュダウンの森で野生のイノシシやシカの狩をおこなう際に、村に近いボールブローク城を利用していたと考えられている。彼はまた、この城でアン・ブーリンを口説いたと考えられている。
ハートフィールドには、1967年に廃止されるまで、スリー・ブリッジズ・トゥ・タンブリッジ・ウェルズ・セントラル線に鉄道駅のハートフィールド駅が存在していた。かつての鉄道敷の大部分は、フォレスト・ウェイ (the Forest Way) と名付けられた、全国自転車道21号 (National Cycle Route 21) の一部となっており、歩行者やサイクリストたちに大いに利用されている。かつての駅舎は、幼稚園舎に転用されている。村からのバス路線は、クローリー、イースト・グリンステッド、タンブリッジ・ウェルズ行きがそれぞれ運行されている。
村内には、多数の事業所がある。

### コールマンズ・ハッチ
ハムレット（小村）であるコールマンズ・ハッチは、ハートフィールドの南西に位置している。道路の合流点ごとに家屋が散在する集落である。当地の教会は、聖なる三位一体に捧げられており、ハートフィールドのセント・メアリ教会と共同の聖職禄として運営されている。当地には、Hatch Inn がある。
ここに建っているサウス・ハットフィールド・ハウス (South Hartfield House) には興味を引く話がある。19世紀の間、ウェッジウッド家のとある女性がこの家に永く住んでおり、血糖の上でも、婚姻関係においても、一家と縁が深かったチャールズ・ダーウィンが、しばしばこの家を訪れていたという。その後この家は、インド陸軍の士官で、エドワード8世の親友で侍従だったフルーティ・メットカルフェが借りていた。退位後のウィンザー公爵夫妻は、戦後長くそこに滞在していたものと考えられている。さらに、著名な居住者として、1965年にこの家で88歳で死去したサー・レジナルド・ ヒルドヤード将軍がいた。

### ハマーウッド
ハマーウッドという地名は、ウィールデンの鉄工業に由来し、この一帯で散見される「ハンマー・ポンド (hammer ponds)」と称される水力利用のための池と関係がある。近傍の川の流れは、今も赤味を帯びており、鉄分が含有されていることを示している。ハンマー・ポンドは、水力で動くハンマー、転炉を駆動させるために水を貯めておく池であった。この地域には、数多くのメドウェイ水車群の水車が残っている。

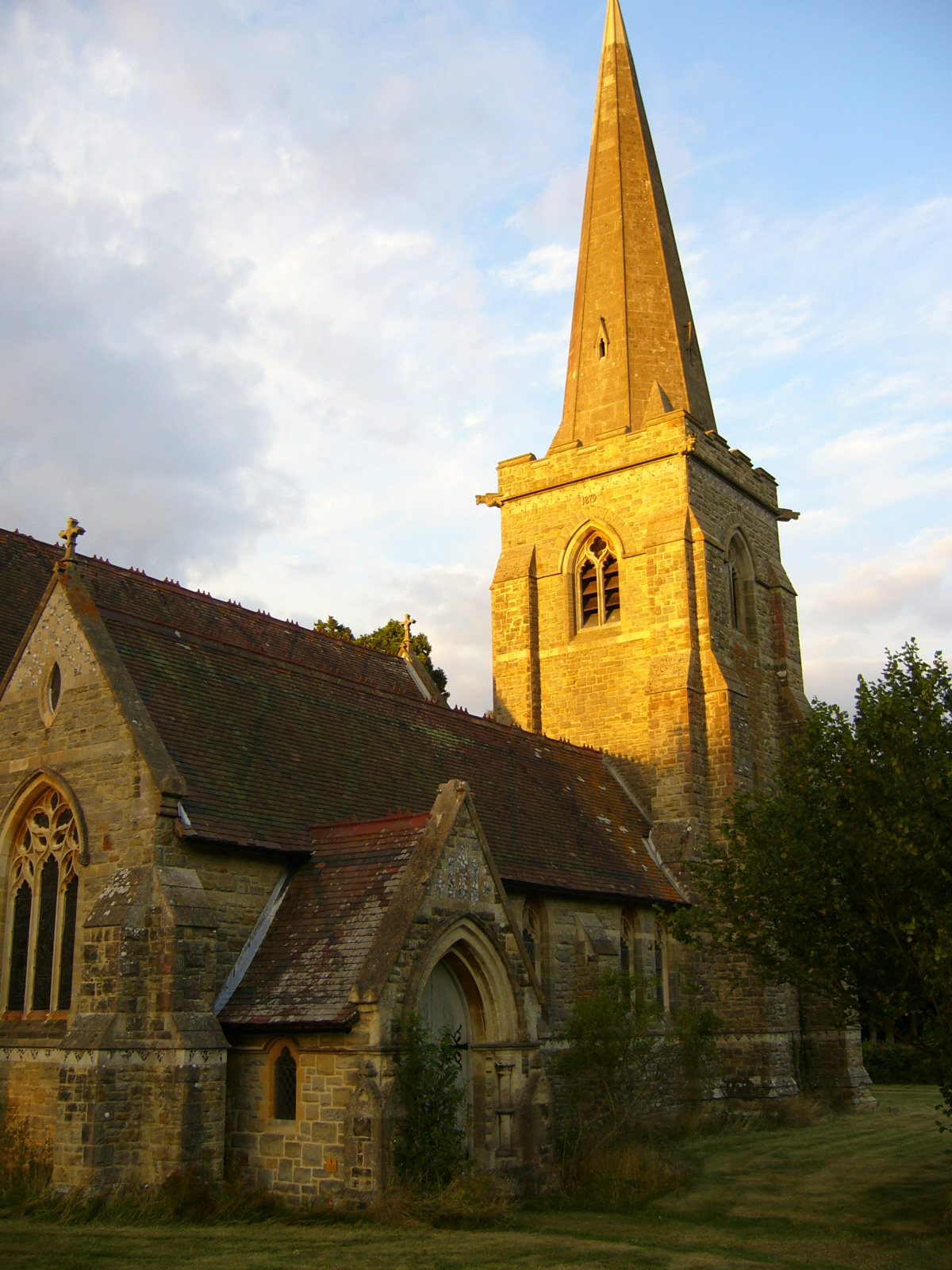
セント・スティーヴンズ教会。

数多くの住宅群を別にすれば、最も顕著な建物は、セント・スティーヴンス教会であり、また、横丁の奥に位置するハマーウッド・パークであるが、これは、かつての最盛期には2,500エーカー（10平方キロメートルに相当）もの広大なカントリー・エステートの中心だったところである。
教会は、地元の地主オズワルド・オーガスタス・スミス (Oswald Augustus Smith) が資金を提供し、E・P・ロフタス・ブロック (E.P. Loftus Brock) が設計して、1880年に完成した。スミスは、同じ小教区内であるホルティエのセント・ピーターズ教会の再建にも資金を提供した。この教会は、中心の通り沿いにある。教会の中には、1884年にブリックストンの T.C. Lewis が製造したパイプオルガンがある。
ハマーウッドには、ルイシャム北地区のスカウト連盟が所有・管理しているスカウトのキャンプ場がある。

#### ハマーウッド・パーク
ハマーウッド・パークは、村の南側に位置しているカントリー・ハウスで、歴史的価値があるとして指定建造物グレードIに指定されている。1792年に建設されたこの建物は、アメリカ合衆国の首都ワシントンD.C.の建築を手がけた建築家ベンジャミン・ラトローブの最初の作品であった。この建物は、ギリシャ復興様式で建設されたイングランドの建物としては最初期のもののひとつであった。1973年には、ロック・バンドのレッド・ツェッペリンがこれを購入したが、彼らはきちんと維持管理をしなかった。その後、ほとんど放置された状態になっていたこの建物は、1982年に買い手がつき、修復作業が始められた。この修復は賞を受賞するような出来栄えで、テレビにも数多く取り上げられた。この建物は、映画の撮影などにも使用されるようになり、夏季には公開されて、コンサートもしばしば開催されるようになった。

### ホルティエ
ホルティエは、ハマーウッドの北東側すぐの位置にある。ここにはパブ The White Horse Inn があったが、2014年に閉店しており、教会は聖ペテロ（セント・ピーター）に捧げられているが、この教会は、もはや使用されていない。 

### マーシュ・グリーン
マーシュ・グリーン (Marsh Green) は、コールマンズ・ハッチに近い一群の建物のことである。この地域は、1841年から国勢調査の記録に言及がある。マーシュ・グリーンは、プー棒投げ橋 (the Poohsticks Bridge) に近く、この橋へ向かおうとした観光客は、曲がるべきところを見落とすと、誤ってこの集落に入り込んでしまう。

## ランドマーク
アッシュダウンの森は、その一部がこのパリッシュの領域内に入っている。自然保護協会特別指定地区となっているこの場所は、自然のままに近い状態の森、ヒース、ボグから成る、広大な共有地である。

## 人口構成
2011年イギリス国勢調査の結果によると、このパリッシュには、2,105人が住んでいた。おおよその年齢構成は、0歳から15歳が 28%、16歳から59歳が 49%、60歳以上が 23%であった。1998年の時点で、選挙人登録された人数は、1,640人であった。2001年の時点では、ハートフィールドにおける全ての家屋の価値の平均は £286,736 であった。